# PROTEUS (robotique)
Pour les articles homonymes, voir Proteus.
PROTEUS ("Plateforme pour la Robotique Organisant les Transferts Entre Utilisateurs et Scientifiques") est une plateforme logicielle de recherche développée par plusieurs acteurs universitaires ou industriels de la robotique française.  Elle vise à faciliter le transfert de connaissances en robotique mobile depuis le monde académique vers celui de l'industrie, et réciproquement des problèmes industriels concrets vers le monde universitaire.
Le consortium est composé de :
- CEA
- Dassault Aviation
- ECA
- Effidence
- GREYC
- Gostai
- INRIA Grenoble – Rhône-Alpes
- Intempora
- LASMEA
- LIP6
- ONERA
- PRISME
- Thales-Optronique SA (TOSA)
- Thales-Rt
- Wifibot